# Crypto phone

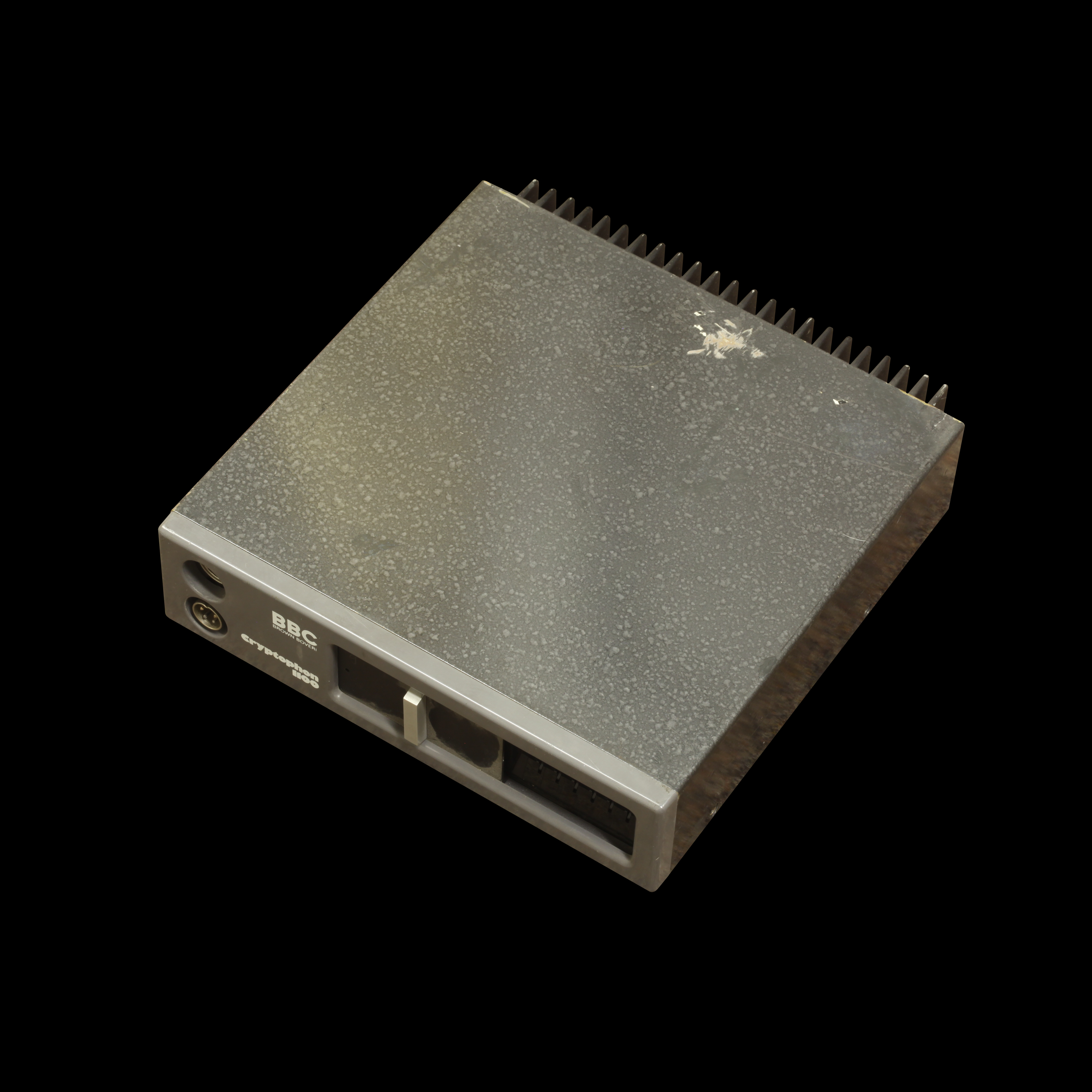
Cryptophon 1100-IMG del 1974

Un crypto phone (telefonino cifrato) è un telefono cellulare GSM modificato per eseguire una crittografia end to end tra i due estremi della telefonata, fornendo una difesa contro le intercettazioni ed in qualche caso di effettuare la mutuale autenticazione tra le parti, in modo da proteggere contro un attacco man in the middle.

## Storia
Lo sviluppo iniziò in Germania da parte di Boris Floricic nel semestre 1997/1998 come tesi di diploma con il titolo "realizzazione di una tecnologia di codifica per il canale B ISDN" alla Technische Fachhochschule Berlin (Scuola Tecnica Professionale di Berlino, oggi Beuth Hochschule für Technik Berlin) e noto come "Cryptophon".
L'algoritmo cifrante utilizzato era l'IDEA. L'IDEA è, sia negli USA (fino al 2010) che in Europa (fino al 2011) protetto da brevetti.
Tra le altre cose è questo il motivo per cui la crittografia fu implementata in un modulo intercambiabile: così in seguito si sarebbe potuto utilizzare un modulo con un algoritmo non protetto da brevetti. Un ulteriore problema con il cryptophone riguarda la crittografia simmetrica (l'IDEA è un cifrario di tale tipo): quando due parti si scambiano dati protetti con un algoritmo simmetrico la chiave deve essere conosciuta da entrambe le parti.
Per ogni nuova comunicazione, inoltre una nuova chiave deve essere utilizzata, per ridurre la possibilità di una compromissione. Per ogni scambio di chiavi è richiesto un canale sicuro.
I crypto phone moderni tipicamente procedono ad uno scambio di chiavi protetto con algoritmi asimmetrici come RSA o Diffie-Hellmann per poi cifrare la comunicazione vocale utilizzando algoritmi simmetrici come Blowfish o AES.